# Richard Peterson
Richard Peterson (ur. 9 marca 1884 w Oslo, zm. 2 kwietnia 1967 tamże) – tenisista reprezentujący Norwegię. Brał udział w igrzyskach w Sztokholmie (1912), gdzie startował w olimpijskich turniejach singlowych i deblowym (w parze z Conradem Langaardem) na kortach otwartych.

## Występy na letnich igrzyskach olimpijskich

### Turnieje singlowe
| Igrzyska | Konkurencja                     | 1/64 finału                        | 1/32 finału     | 1/16 finału     | Ćwierćfinał     | Półfinał        | Finał/Mecz o trzecie miejsce | Klasyfikacja końcowa |
| Igrzyska | Konkurencja                     | Rywal                              | Rywal           | Rywal           | Rywal           | Rywal           | Rywal                        | Klasyfikacja końcowa |
| -------- | ------------------------------- | ---------------------------------- | --------------- | --------------- | --------------- | --------------- | ---------------------------- | -------------------- |
| LIO 1912 | Turniej singlowy (kort otwarty) | Ludwig von Salm-Hoogstraeten P 0:3 | → Nie awansował | → Nie awansował | → Nie awansował | → Nie awansował | → Nie awansował              | Miejsca 33-64        |

### Turnieje deblowe
| Igrzyska | Konkurencja                             | Partner         | 1/32 finału | 1/16 finału            | Ćwierćfinał      | Półfinał         | Finał/Mecz o trzecie miejsce | Klasyfikacja końcowa |
| Igrzyska | Konkurencja                             | Partner         | Rywal       | Rywal                  | Rywal            | Rywal            | Rywal                        | Klasyfikacja końcowa |
| -------- | --------------------------------------- | --------------- | ----------- | ---------------------- | ---------------- | ---------------- | ---------------------------- | -------------------- |
| LIO 1912 | Turniej deblowy mężczyzn (kort otwarty) | Conrad Langaard | Wolny los   | L. Žemla J. Just P 0:3 | → Nie awansowali | → Nie awansowali | → Nie awansowali             | Miejsca 9-16         |